# Euproctis conspersa
Euproctis conspersa är en fjärilsart som beskrevs av Felder 1874. Euproctis conspersa ingår i släktet Euproctis och familjen tofsspinnare. Inga underarter finns listade i Catalogue of Life.